# ELSO
European Life Scientist Organisation (ELSO, czyli Europejska Organizacja Naukowców Przyrodniczych) - organizacja założona w 1999 roku w celu zintegrowania środowisk naukowych różnych dziedzin nauki, w ramach ogólnie pojętych nauk biologiczno-przyrodniczych. Głównymi celami ELSO jest organizacja zjazdów naukowych o zasięgu ogólnoświatowym, a także lobbowanie nauki w UE. W roku 2008 ELSO połączyło się z EMBO, działającą od 1964 roku. Jej pierwszym przewodniczącym został Max Perutz, a sekretarzem generalnym John Kendrew, dwaj laureaci Nagrody Nobla w dziedzinie chemii w 1962 roku za ich badania struktury białek („for their studies of the structures of globular proteins”, zob. struktura czwartorzędowa białka, globuliny).

Członkowie EMBL

Pierwszym celem EMBO było stworzenie warunków, zachęcających do współpracy między europejskimi laboratoriami (w tym organizacja konferencji, fundowanie nagród i stypendiów). Drugim celem było stworzenie centralnego europejskiego laboratorium biologii molekularnej. European Molecular Biology Laboratory (EMBL) powstało w 1974 roku.
Po utworzeniu ELSO funkcjonowało ono równolegle do istniejących państwowych i międzynarodowych struktur naukowych. Między innymi każdego roku w jednym z miast europejskich była organizowana w ramach ELSO konferencja, służąca jako międzynarodowa platforma komunikacyjna, w celu integracji i promocji nauki oraz naukowców, niezależnie od interesów danych państw. W zamierzeniu organizacja miała stymulować rozwój nauki, także poprzez promowanie społecznego zrozumienia celów i zagadnień naukowych. Ważnym elementem było umożliwienie krytycznego spojrzenia na wkład nauki i jego implikacje dla społeczeństwa. Na każdej konferencji odbywały się panele dyskusyjne i serie wykładów oraz referatów tematycznych oraz sesja posterowa.

## Struktura władz
Przewodniczącego organizacji wybierał komitet nominujący. W skład ostatniego komitetu weszli:
- Paul Nurse (Uniwersytet Rockefellera, Nowy Jork) - przewodniczący komitetu;
- Julio Celis (Inst. of Medical Biochemistry, Aarhus);
- Riccardo Cortese (IRBM, Pomezia (Rzym));
- Frank Gannon (EMBO, Heidelberg);
- Daniel Louvard (Instytut Curie, Paryż);
- Christiane Nüsslein-Volhard (Max Planck Institute for Developmental Biology, Tybinga);
- Maya Simionescu (Inst. of Cell Biol. & Pathol, Bukareszt).

Komitet wybrał Kaia Simonsa na Przewodniczącego ELSO, a także wyłonił radę reprezentująca różne dziedziny nauk biologicznych. Rada ta była odpowiedzialna za organizację i koordynację działań organizacji.

## Konferencje ELSO
Pierwsza konferencja ELSO 2000 odbyła się w Genewie, w Szwajcarii. Kolejne spotkania odbywały się:
- ELSO 2002 w Nicei, Francja;
- ELSO 2003 razem z GBM w Dreźnie, Niemcy;
- ELSO 2004 w Nicei, Francja;
- ELSO 2005 w Dreźnie, Niemcy;
- ELSO 2007 w Dreźnie, Niemcy;
- ELSO 2008 w Nicei, Francja. Ostatnia konferencja; ogłoszono podczas niej fuzję z EMBO.